# Даскалакис, Константинос
Константи́нос (Кости́с) Даскала́кис (греч. Κωνσταντίνος (Κωστής) Δασκαλάκης, англ. Constantinos (Costis) Daskalakis; род. 1981, Крит, Греция) — греческий и американский учёный в области информатики. 1981) Специалист в области теоретической информатики, теории алгоритмов, теории игр, алгоритмической теории игр, вычислительной биологии, прикладной теории вероятностей. Приобрёл международную известность и признание со стороны научного сообщества после того, как в 2009 году разрешил равновесие Нэша. Является ассоциированным профессором факультета электротехники и информатики Массачусетского технологического института (MIT) (с 2009 года), а также сотрудником Лаборатории информатики и искусственного интеллекта MIT (CSAIL), Института данных, систем и общества MIT (IDSS), Лаборатории информационных систем и систем принятия решений MIT (LIDS) и Центра исследований операций MIT (ORC). Имеет h-индекс равный 36 и был процитирован более 4 170 раз.

## Биография

### Образование
Родился на Крите, вырос в Афинах (Греция). Отец Константиноса родом из Вукульеса (Ханья), а мать из Иерапетры (Ласитион).
С отличием (GPA = 9,98 из 10) окончил факультет электротехники и компьютерной инженерии Афинского национального технического университета.
Получил степени магистра и доктора философии, окончив факультет электротехники и информатики Калифорнийского университета в Беркли, где под руководством Христоса Пападимитриу работал в группе по теории алгоритмов. Докторская диссертация «The Complexity of Nash Equilibria» была посвящена равновесию Нэша, за которую Даскалакис получил награду от Ассоциации вычислительной техники.
Закончил постдокторантуру в группе Дженнифер Чейс в исследовательской лаборатории Microsoft Research New England (Кембридж, Массачусетс).

### Карьера
С 2009 года — ассоциированный профессор факультета электротехники и информатики MIT.

## Научно-исследовательская работа
Сфера научных интересов: теоретическая информатика, в том числе на её стыке с науками экономикой, статистикой, искусственным интеллектом (наряду с машинным обучением) и вероятностью, а также алгоритмы, теория игр, алгоритмическая теория игр, вычислительная биология, прикладная вероятность, обучение.
В 2009 году разрешил равновесие Нэша, которое оставалось неразгаданным с 1950 года, когда американский математик Джон Форбс Нэш написал свою диссертацию, а годы спустя получил за свою работу Нобелевскую премию по экономике (1994).

## Награды и премии
- 2018 — Премия имени Грейс Мюррей Хоппер[23]
- 2018 — Премия Неванлинны[24] «за развитие понимания вычислительной сложности фундаментальных проблем, связанных с рынками, аукционами, равновесиями и другими экономическими структурами. Его работа предоставляет как эффективные алгоритмы, так и ограничения на то, что может быть выполнено эффективно в этих областях».[1]
- 2013 — Премия за лучшую статью и лучшую студенческую статью на 14-й конференции Ассоциации вычислительной техники (ACM) по электронной коммерции.
- 2012 — Исследовательская стипендия от Microsoft Research.
- 2011 — Приз за выдающуюся статью от Общества индустриальной и прикладной математики[англ.] (SIAM).
- 2011 — Премия Руты и Джоэла Спирав за выдающееся преподавание.
- 2010 — Исследовательская стипендия Слоуна[англ.] по информатике от Фонда Альфреда Слоуна.
- 2008 — Награда за докторскую диссертацию от ACM за углубление понимания поведения взаимодействующих индивидов в комплексных сетях (решение равновесия Нэша).
- 2008 — Приз «Теория игр и информатика» от Общества теории игр[англ.].
- 2007 — Докторская стипендия от Microsoft Research.
- 2006 — Премия за лучшую студенческую статью на конференции ACM по электронной коммерции.
- Премия за карьеру от Национального научного фонда (США).
- Премия от Фонда Джузеппе Шакка.
- Приз Париса Канеллакиса за наивысший средний балл успеваемости (GPA).
- и др.[2][9]